# Christian Rivera (calciatore 1996)
Christian Hernando Rivera Cuéllar, noto semplicemente come Christian Rivera (Cali, 14 gennaio 1996), è un calciatore colombiano, centrocampista dello Sport Recife.

## Caratteristiche tecniche
È un centrocampista centrale.

## Carriera
Cresciuto nel settore giovanile del Deportivo Cali, ha esordito in prima squadra il 18 febbraio 2016 disputando l'incontro di Categoría Primera A vinto 1-0 contro il Fortaleza C.E.I.F..